# Evangelický hřbitov v Semonicích
Evangelický hřbitov v Semonicích, městské části Jaroměře, se nachází v západní části obce za železniční tratí. Jeho vlastníky jsou město Jaroměř, obec Rožnov a Farní sbor Českobratrské církve evangelické v Semonicích.

## Historie
Hřbitov byl založen roku 1862 z iniciativy semonických evangelíků, kteří o čtyři roky později 9. října založili v obci soukromou evangelickou školu a povolali do ní jako prvního učitele Václava Kalinu. Evangelický sbor byl v obci založen 8. prosince 1867 jako součást tolerančního protestantského sboru helvetského vyznání v Černilově. Prvním farářem zde byl v letech 1868 - 1908 Karel z Nagy. V letech 1869 – 1872 byl postaven evangelický kostel a roku 1870 fara.
Vedle evangelického hřbitova byl roku 1927 založen obecní hřbitov jako náhrada za zrušený hřbitov u kostela svaté Markéty.